# Handball-Weltmeisterschaft der Männer 2011/Gruppe B
Dies sind die Spielergebnisse der Gruppe B der Handball-Weltmeisterschaft der Herren 2011.
| 14. Januar 2011 | 14. Januar 2011 | 14. Januar 2011 | 14. Januar 2011 | 14. Januar 2011 |
| --------------- | --- | --- | --- | --- |
| 17:00 Uhr       | Island | – | Ungarn | 32:26 (14:11) |
| Tore:           | Pálmarsson (8), Petersson (5), Atlason (4), Sigurðsson (4), Stefánsson (4/1), Gunnarsson (3), Ingimundarson (2), Ólafsson (1), Guðjónsson (1/1) – Mocsai (5/3), Gulyás (4), Lékai (4), Ilyés (2), Gál (2), Harsányi (2/1), Tőrő (2), Nagy (2), Zubai (2), G. Iváncsik (1).                                                                                      | Pálmarsson (8), Petersson (5), Atlason (4), Sigurðsson (4), Stefánsson (4/1), Gunnarsson (3), Ingimundarson (2), Ólafsson (1), Guðjónsson (1/1) – Mocsai (5/3), Gulyás (4), Lékai (4), Ilyés (2), Gál (2), Harsányi (2/1), Tőrő (2), Nagy (2), Zubai (2), G. Iváncsik (1).                                                                                      | Pálmarsson (8), Petersson (5), Atlason (4), Sigurðsson (4), Stefánsson (4/1), Gunnarsson (3), Ingimundarson (2), Ólafsson (1), Guðjónsson (1/1) – Mocsai (5/3), Gulyás (4), Lékai (4), Ilyés (2), Gál (2), Harsányi (2/1), Tőrő (2), Nagy (2), Zubai (2), G. Iváncsik (1).                                                                                      | Pálmarsson (8), Petersson (5), Atlason (4), Sigurðsson (4), Stefánsson (4/1), Gunnarsson (3), Ingimundarson (2), Ólafsson (1), Guðjónsson (1/1) – Mocsai (5/3), Gulyás (4), Lékai (4), Ilyés (2), Gál (2), Harsányi (2/1), Tőrő (2), Nagy (2), Zubai (2), G. Iváncsik (1).                                                                                      |
|                 | Norrköping, 2753 Zuschauer; Schiedsrichter: López / Ramírez (Spanien) | | | |
| 19:10 Uhr       | Norwegen | – | Japan | 35:29 (18:13) |
| Tore:           | Myrhol (9), Tvedten (6/1), Mamelund (6), Koren (6), Bjørnsen (4), Kjelling (2), Samdahl (1), Skoglund (1) – Kadoyama (7), Toyoda (6/2), Tomita (4), Miyazaki (3), Nomura (2/1), H. Higashinagahama (2/1), S. Higashinagahama (2), Takeda (1), Kishigawa (1), Mori (1)                                                                                           | Myrhol (9), Tvedten (6/1), Mamelund (6), Koren (6), Bjørnsen (4), Kjelling (2), Samdahl (1), Skoglund (1) – Kadoyama (7), Toyoda (6/2), Tomita (4), Miyazaki (3), Nomura (2/1), H. Higashinagahama (2/1), S. Higashinagahama (2), Takeda (1), Kishigawa (1), Mori (1)                                                                                           | Myrhol (9), Tvedten (6/1), Mamelund (6), Koren (6), Bjørnsen (4), Kjelling (2), Samdahl (1), Skoglund (1) – Kadoyama (7), Toyoda (6/2), Tomita (4), Miyazaki (3), Nomura (2/1), H. Higashinagahama (2/1), S. Higashinagahama (2), Takeda (1), Kishigawa (1), Mori (1)                                                                                           | Myrhol (9), Tvedten (6/1), Mamelund (6), Koren (6), Bjørnsen (4), Kjelling (2), Samdahl (1), Skoglund (1) – Kadoyama (7), Toyoda (6/2), Tomita (4), Miyazaki (3), Nomura (2/1), H. Higashinagahama (2/1), S. Higashinagahama (2), Takeda (1), Kishigawa (1), Mori (1)                                                                                           |
|                 | Norrköping, 2753 Zuschauer; Schiedsrichter: Mezian / Othmane (Algerien) | | | |
| 21:30 Uhr       | Österreich | – | Brasilien | 34:24 (17:13) |
| Tore:           | Wilczynski (9), Weber (6/3), Szilagyi (5), Bozovic (4), Fölser (3), Schlinger (3), Posch (2), Kainmüller (1), Friede (1) – Bortolini (4/1), Santos (4), Pachecho (3/1), Tupan (3), Chiuffa (3), Pires (2), Kojoroski (1), Pozzer (1), Ribeiro (1), Cardoso (1), Teixeira (1)                                                                                    | Wilczynski (9), Weber (6/3), Szilagyi (5), Bozovic (4), Fölser (3), Schlinger (3), Posch (2), Kainmüller (1), Friede (1) – Bortolini (4/1), Santos (4), Pachecho (3/1), Tupan (3), Chiuffa (3), Pires (2), Kojoroski (1), Pozzer (1), Ribeiro (1), Cardoso (1), Teixeira (1)                                                                                    | Wilczynski (9), Weber (6/3), Szilagyi (5), Bozovic (4), Fölser (3), Schlinger (3), Posch (2), Kainmüller (1), Friede (1) – Bortolini (4/1), Santos (4), Pachecho (3/1), Tupan (3), Chiuffa (3), Pires (2), Kojoroski (1), Pozzer (1), Ribeiro (1), Cardoso (1), Teixeira (1)                                                                                    | Wilczynski (9), Weber (6/3), Szilagyi (5), Bozovic (4), Fölser (3), Schlinger (3), Posch (2), Kainmüller (1), Friede (1) – Bortolini (4/1), Santos (4), Pachecho (3/1), Tupan (3), Chiuffa (3), Pires (2), Kojoroski (1), Pozzer (1), Ribeiro (1), Cardoso (1), Teixeira (1)                                                                                    |
|                 | Norrköping, 2753 Zuschauer; Schiedsrichter: Geipel / Helbig (Deutschland) | | | |
| 15. Januar 2011 | | | | |
| 16:30 Uhr       | Ungarn | – | Norwegen | 26:23 (14:16) |
| Tore:           | G. Iváncsik (5/2), T. Iváncsik (5), Ilyés (5), Császár (4/3), Zubau (3), Mocsai (1), Nagy (1), Katzirz (1), Lékai (1) – Kjelling (7), Tvedten (6/3), Myrhol (6), Mamelund (2), Bjørnsen (1), Lund (1). | G. Iváncsik (5/2), T. Iváncsik (5), Ilyés (5), Császár (4/3), Zubau (3), Mocsai (1), Nagy (1), Katzirz (1), Lékai (1) – Kjelling (7), Tvedten (6/3), Myrhol (6), Mamelund (2), Bjørnsen (1), Lund (1). | G. Iváncsik (5/2), T. Iváncsik (5), Ilyés (5), Császár (4/3), Zubau (3), Mocsai (1), Nagy (1), Katzirz (1), Lékai (1) – Kjelling (7), Tvedten (6/3), Myrhol (6), Mamelund (2), Bjørnsen (1), Lund (1). | G. Iváncsik (5/2), T. Iváncsik (5), Ilyés (5), Császár (4/3), Zubau (3), Mocsai (1), Nagy (1), Katzirz (1), Lékai (1) – Kjelling (7), Tvedten (6/3), Myrhol (6), Mamelund (2), Bjørnsen (1), Lund (1). |
|                 | Norrköping, 2800 Zuschauer; Schiedsrichter: Geipel / Helbig (Deutschland) | | | |
| 18:45 Uhr       | Japan | – | Österreich | 33:30 (18:11) |
| Tore:           | Miyazaki (8), Suematsu (5/1), Kadoyama (5), Kenji Toyoda (4), Tomita (4), Murakami (2), Takeda (2), Shus Higashinagahama (1), Hozu Higashinagahama (1/1), Kishigawa (1) – Wilczynski (5), Fölser (4), Weber (3/1), Friede (3), Wöss (3), Bozovic (2), Kainmüller (2).                                                                                           | Miyazaki (8), Suematsu (5/1), Kadoyama (5), Kenji Toyoda (4), Tomita (4), Murakami (2), Takeda (2), Shus Higashinagahama (1), Hozu Higashinagahama (1/1), Kishigawa (1) – Wilczynski (5), Fölser (4), Weber (3/1), Friede (3), Wöss (3), Bozovic (2), Kainmüller (2).                                                                                           | Miyazaki (8), Suematsu (5/1), Kadoyama (5), Kenji Toyoda (4), Tomita (4), Murakami (2), Takeda (2), Shus Higashinagahama (1), Hozu Higashinagahama (1/1), Kishigawa (1) – Wilczynski (5), Fölser (4), Weber (3/1), Friede (3), Wöss (3), Bozovic (2), Kainmüller (2).                                                                                           | Miyazaki (8), Suematsu (5/1), Kadoyama (5), Kenji Toyoda (4), Tomita (4), Murakami (2), Takeda (2), Shus Higashinagahama (1), Hozu Higashinagahama (1/1), Kishigawa (1) – Wilczynski (5), Fölser (4), Weber (3/1), Friede (3), Wöss (3), Bozovic (2), Kainmüller (2).                                                                                           |
|                 | Norrköping, 2000 Zuschauer; Schiedsrichter: Ramirez / Lopez (Spanien) | | | |
| 21:00 Uhr       | Brasilien | – | Island | 26:34 (12:19) |
| Tore:           | Pacheco (5), Bortolini (2/1), Pires (1), Santos (1), Pozzer (3), Ribeiro (7), Cardoso (2), Teixeira (1), Oliveira (4) – Svavarsson (1), Pálmarsson (1), Ingimundarson (1), Hallgrímsson (3), Atlason (2), Ólafsson (5/1), Sigurdsson (11), Gudjónsson (2), Petersson (7), Gunnarsson (1).                                                                       | Pacheco (5), Bortolini (2/1), Pires (1), Santos (1), Pozzer (3), Ribeiro (7), Cardoso (2), Teixeira (1), Oliveira (4) – Svavarsson (1), Pálmarsson (1), Ingimundarson (1), Hallgrímsson (3), Atlason (2), Ólafsson (5/1), Sigurdsson (11), Gudjónsson (2), Petersson (7), Gunnarsson (1).                                                                       | Pacheco (5), Bortolini (2/1), Pires (1), Santos (1), Pozzer (3), Ribeiro (7), Cardoso (2), Teixeira (1), Oliveira (4) – Svavarsson (1), Pálmarsson (1), Ingimundarson (1), Hallgrímsson (3), Atlason (2), Ólafsson (5/1), Sigurdsson (11), Gudjónsson (2), Petersson (7), Gunnarsson (1).                                                                       | Pacheco (5), Bortolini (2/1), Pires (1), Santos (1), Pozzer (3), Ribeiro (7), Cardoso (2), Teixeira (1), Oliveira (4) – Svavarsson (1), Pálmarsson (1), Ingimundarson (1), Hallgrímsson (3), Atlason (2), Ólafsson (5/1), Sigurdsson (11), Gudjónsson (2), Petersson (7), Gunnarsson (1).                                                                       |
|                 | Norrköping, 1600 Zuschauer; Schiedsrichter: Canbro / Claesson (Schweden) | | | |
| 17. Januar 2011 | | | | |
| 17:00 Uhr       | Ungarn | – | Brasilien | 36:22 (22:8) |
| Tore:           | Harsányi (10/3), Mocsai (6), Császár (4), Ilyés (3), Gál (3), Tőrő (3), Zubai (3), Nagy (2), Katzirz (1), Schuch (1) – Bortolini (8/3), Cardoso (4), Teixeira (4), Tupan (2), Ribeiro (2), Pires (2), Santos (1), Oliveira (1) | Harsányi (10/3), Mocsai (6), Császár (4), Ilyés (3), Gál (3), Tőrő (3), Zubai (3), Nagy (2), Katzirz (1), Schuch (1) – Bortolini (8/3), Cardoso (4), Teixeira (4), Tupan (2), Ribeiro (2), Pires (2), Santos (1), Oliveira (1) | Harsányi (10/3), Mocsai (6), Császár (4), Ilyés (3), Gál (3), Tőrő (3), Zubai (3), Nagy (2), Katzirz (1), Schuch (1) – Bortolini (8/3), Cardoso (4), Teixeira (4), Tupan (2), Ribeiro (2), Pires (2), Santos (1), Oliveira (1) | Harsányi (10/3), Mocsai (6), Császár (4), Ilyés (3), Gál (3), Tőrő (3), Zubai (3), Nagy (2), Katzirz (1), Schuch (1) – Bortolini (8/3), Cardoso (4), Teixeira (4), Tupan (2), Ribeiro (2), Pires (2), Santos (1), Oliveira (1) |
|                 | Linköping – Zuschauer – Schiedsrichter: Nikolic / Stojkovic (Serbien) | | | |
| 19:10 Uhr       | Norwegen | – | Österreich | 33:27 (16:11) |
| Tore:           | Tvedten (10/6), Mamelund (5), Løke (4), Strand (4), Myrhol (4), Bjørnsen (3), Lund (3) – Bozovic (6), Szilagyi (5), Schlinger (4), Weber (4), Fölser (3), Wilczynski (3/2), Kainmüller (2) | Tvedten (10/6), Mamelund (5), Løke (4), Strand (4), Myrhol (4), Bjørnsen (3), Lund (3) – Bozovic (6), Szilagyi (5), Schlinger (4), Weber (4), Fölser (3), Wilczynski (3/2), Kainmüller (2) | Tvedten (10/6), Mamelund (5), Løke (4), Strand (4), Myrhol (4), Bjørnsen (3), Lund (3) – Bozovic (6), Szilagyi (5), Schlinger (4), Weber (4), Fölser (3), Wilczynski (3/2), Kainmüller (2) | Tvedten (10/6), Mamelund (5), Løke (4), Strand (4), Myrhol (4), Bjørnsen (3), Lund (3) – Bozovic (6), Szilagyi (5), Schlinger (4), Weber (4), Fölser (3), Wilczynski (3/2), Kainmüller (2) |
|                 | Linköping – 2700 Zuschauer – Schiedsrichter: Canbro / Claesson (Schweden) | | | |
| 21:30 Uhr       | Island | – | Japan | 36:24 (18:11) |
| Tore:           | Sigurðsson (9), Ólafsson (7), Petersson (5), Guðjónsson (4/1), Svavarsson (3), Pálmarsson (1), Ingimundarson (1), Hallgrímsson (1), Atlason (1), Jakobsson (1), Gunnarsson (1), Sveinsson (1), Kristjánsson (1) – Kadoyama (5), Nomura (4/3), Tomita (3), S. Higashinagahama (3), Miyazaki (2), H. Higashinagahama (2), Toyoda (1), Suematsu (1), Murakami (1). | Sigurðsson (9), Ólafsson (7), Petersson (5), Guðjónsson (4/1), Svavarsson (3), Pálmarsson (1), Ingimundarson (1), Hallgrímsson (1), Atlason (1), Jakobsson (1), Gunnarsson (1), Sveinsson (1), Kristjánsson (1) – Kadoyama (5), Nomura (4/3), Tomita (3), S. Higashinagahama (3), Miyazaki (2), H. Higashinagahama (2), Toyoda (1), Suematsu (1), Murakami (1). | Sigurðsson (9), Ólafsson (7), Petersson (5), Guðjónsson (4/1), Svavarsson (3), Pálmarsson (1), Ingimundarson (1), Hallgrímsson (1), Atlason (1), Jakobsson (1), Gunnarsson (1), Sveinsson (1), Kristjánsson (1) – Kadoyama (5), Nomura (4/3), Tomita (3), S. Higashinagahama (3), Miyazaki (2), H. Higashinagahama (2), Toyoda (1), Suematsu (1), Murakami (1). | Sigurðsson (9), Ólafsson (7), Petersson (5), Guðjónsson (4/1), Svavarsson (3), Pálmarsson (1), Ingimundarson (1), Hallgrímsson (1), Atlason (1), Jakobsson (1), Gunnarsson (1), Sveinsson (1), Kristjánsson (1) – Kadoyama (5), Nomura (4/3), Tomita (3), S. Higashinagahama (3), Miyazaki (2), H. Higashinagahama (2), Toyoda (1), Suematsu (1), Murakami (1). |
|                 | Linköping – Zuschauer – Schiedsrichter: Couliabaly / Diabate (Elfenbeinküste) | | | |
| 18. Januar 2011 | | | | |
| 17:00 Uhr       | Japan | – | Ungarn | 24:28 (08:13) |
| Tore:           | Suematsu (4), Murakami (2), Miyazaki (5), Tomita (1), Toyoda (2/1), Nomura (3/1), Higashinagahama (2), Kadoyama (1), Higashinagahama (3), Kishigawa (1) – Ilyes (3), Csaszar (5), Mocsai (2), Lekai (6), T. Ivancsik (2), Gulyas (1), G. Ivancsik (9/1) | Suematsu (4), Murakami (2), Miyazaki (5), Tomita (1), Toyoda (2/1), Nomura (3/1), Higashinagahama (2), Kadoyama (1), Higashinagahama (3), Kishigawa (1) – Ilyes (3), Csaszar (5), Mocsai (2), Lekai (6), T. Ivancsik (2), Gulyas (1), G. Ivancsik (9/1) | Suematsu (4), Murakami (2), Miyazaki (5), Tomita (1), Toyoda (2/1), Nomura (3/1), Higashinagahama (2), Kadoyama (1), Higashinagahama (3), Kishigawa (1) – Ilyes (3), Csaszar (5), Mocsai (2), Lekai (6), T. Ivancsik (2), Gulyas (1), G. Ivancsik (9/1) | Suematsu (4), Murakami (2), Miyazaki (5), Tomita (1), Toyoda (2/1), Nomura (3/1), Higashinagahama (2), Kadoyama (1), Higashinagahama (3), Kishigawa (1) – Ilyes (3), Csaszar (5), Mocsai (2), Lekai (6), T. Ivancsik (2), Gulyas (1), G. Ivancsik (9/1) |
|                 | Linköping – 1800 Zuschauer – Schiedsrichter: Canbro / Claesson (Schweden) | | | |
| 19:10 Uhr       | Norwegen | – | Brasilien | 26:25 (13:12) |
| Tore:           | Mamelund (5/1), Lund (2), Strand (2), Samdahl (1), Tvedten (4/2), Björnsen (2), Myrhol (7), Löke (2), Koren (1) – Cardoso (4), Pacheco (6), Chiuffa (2), Ribeiro (5), Bortolini (5/4), Teixeira (3) | Mamelund (5/1), Lund (2), Strand (2), Samdahl (1), Tvedten (4/2), Björnsen (2), Myrhol (7), Löke (2), Koren (1) – Cardoso (4), Pacheco (6), Chiuffa (2), Ribeiro (5), Bortolini (5/4), Teixeira (3) | Mamelund (5/1), Lund (2), Strand (2), Samdahl (1), Tvedten (4/2), Björnsen (2), Myrhol (7), Löke (2), Koren (1) – Cardoso (4), Pacheco (6), Chiuffa (2), Ribeiro (5), Bortolini (5/4), Teixeira (3) | Mamelund (5/1), Lund (2), Strand (2), Samdahl (1), Tvedten (4/2), Björnsen (2), Myrhol (7), Löke (2), Koren (1) – Cardoso (4), Pacheco (6), Chiuffa (2), Ribeiro (5), Bortolini (5/4), Teixeira (3) |
|                 | Linköping – 2717 Zuschauer – Schiedsrichter: Couliabaly / Diabate (Elfenbeinküste) | | | |
| 21:30 Uhr       | Österreich | – | Island | 23:26 (16:11) |
| Tore:           | Szilagyi (3), Bozovic (3), Friede (2), Schlinger (2), Wilczynski (3/1), Weber (8/2), Fölser (2) – Atlason (3), Palmarsson (2), Stefansson (3), Gudjonsson (3), G.V. Sigurdsson (2), Petersson (7), Olafsson (5/2), R. Gunnarsson (1) | Szilagyi (3), Bozovic (3), Friede (2), Schlinger (2), Wilczynski (3/1), Weber (8/2), Fölser (2) – Atlason (3), Palmarsson (2), Stefansson (3), Gudjonsson (3), G.V. Sigurdsson (2), Petersson (7), Olafsson (5/2), R. Gunnarsson (1) | Szilagyi (3), Bozovic (3), Friede (2), Schlinger (2), Wilczynski (3/1), Weber (8/2), Fölser (2) – Atlason (3), Palmarsson (2), Stefansson (3), Gudjonsson (3), G.V. Sigurdsson (2), Petersson (7), Olafsson (5/2), R. Gunnarsson (1) | Szilagyi (3), Bozovic (3), Friede (2), Schlinger (2), Wilczynski (3/1), Weber (8/2), Fölser (2) – Atlason (3), Palmarsson (2), Stefansson (3), Gudjonsson (3), G.V. Sigurdsson (2), Petersson (7), Olafsson (5/2), R. Gunnarsson (1) |
|                 | Linköping – 2.612 Zuschauer – Schiedsrichter: Stark/Stefan (Rumänien) | | | |
| 20. Januar 2011 | | | | |
| 17:00 Uhr       | Brasilien | – | Japan | 32:33 (12:13) |
| Tore:           | Cardoso (5), Pacheco (2), Silva (3), Ruy (2), Bortolini (7/2), Ribeiro (4), Oliveira (1), Teixeira (8) – Tomita (6), Toyoda (3), Suematsu (12), Miyazaki (3), Kishigawa (2), Nomura (2), Higashinagahama (2), Kadoyama (1) | Cardoso (5), Pacheco (2), Silva (3), Ruy (2), Bortolini (7/2), Ribeiro (4), Oliveira (1), Teixeira (8) – Tomita (6), Toyoda (3), Suematsu (12), Miyazaki (3), Kishigawa (2), Nomura (2), Higashinagahama (2), Kadoyama (1) | Cardoso (5), Pacheco (2), Silva (3), Ruy (2), Bortolini (7/2), Ribeiro (4), Oliveira (1), Teixeira (8) – Tomita (6), Toyoda (3), Suematsu (12), Miyazaki (3), Kishigawa (2), Nomura (2), Higashinagahama (2), Kadoyama (1) | Cardoso (5), Pacheco (2), Silva (3), Ruy (2), Bortolini (7/2), Ribeiro (4), Oliveira (1), Teixeira (8) – Tomita (6), Toyoda (3), Suematsu (12), Miyazaki (3), Kishigawa (2), Nomura (2), Higashinagahama (2), Kadoyama (1) |
|                 | Linköping – 4252 Zuschauer – Schiedsrichter: Stark / Stefan (Rumänien) | | | |
| 19:10 Uhr       | Island | – | Norwegen | 29:22 (12:12) |
| Tore:           | Atlason (1), Palmarsson (4), Ingimundarson (1), Stefansson (3), Gudjonsson (7/3), G.V. Sigurdsson (3), Petersson (5), Olafsson (3/1), R. Gunnarsson (2) – Mamelund (2), Strand (1), Lund (6), Kjelling (1), Tvedten (7/4), Myrhol (4), Löke (1) | Atlason (1), Palmarsson (4), Ingimundarson (1), Stefansson (3), Gudjonsson (7/3), G.V. Sigurdsson (3), Petersson (5), Olafsson (3/1), R. Gunnarsson (2) – Mamelund (2), Strand (1), Lund (6), Kjelling (1), Tvedten (7/4), Myrhol (4), Löke (1) | Atlason (1), Palmarsson (4), Ingimundarson (1), Stefansson (3), Gudjonsson (7/3), G.V. Sigurdsson (3), Petersson (5), Olafsson (3/1), R. Gunnarsson (2) – Mamelund (2), Strand (1), Lund (6), Kjelling (1), Tvedten (7/4), Myrhol (4), Löke (1) | Atlason (1), Palmarsson (4), Ingimundarson (1), Stefansson (3), Gudjonsson (7/3), G.V. Sigurdsson (3), Petersson (5), Olafsson (3/1), R. Gunnarsson (2) – Mamelund (2), Strand (1), Lund (6), Kjelling (1), Tvedten (7/4), Myrhol (4), Löke (1) |
|                 | Linköping – 5817 Zuschauer – Schiedsrichter: Canbro / Claesson (Schweden) | | | |
| 21:30 Uhr       | Österreich | – | Ungarn | 30:32 (16:13) |
| Tore:           | Szilagyi (7), Bozovic (5), Abadir (1), Friede (3), Wilczynski (4), Weber (2/1), Jochum (2), Wöss (1), Fölser (1), Posch (4) – Ilyes (3), Katzirz (3), Csaszar (5), K. Nagy (1), Mocsai (4), Lekai (3), T. Ivancsik (3), Török (5/1), Gulyas (1), Gal (1), Zubai (2), Schuch (1)                                                                                 | Szilagyi (7), Bozovic (5), Abadir (1), Friede (3), Wilczynski (4), Weber (2/1), Jochum (2), Wöss (1), Fölser (1), Posch (4) – Ilyes (3), Katzirz (3), Csaszar (5), K. Nagy (1), Mocsai (4), Lekai (3), T. Ivancsik (3), Török (5/1), Gulyas (1), Gal (1), Zubai (2), Schuch (1)                                                                                 | Szilagyi (7), Bozovic (5), Abadir (1), Friede (3), Wilczynski (4), Weber (2/1), Jochum (2), Wöss (1), Fölser (1), Posch (4) – Ilyes (3), Katzirz (3), Csaszar (5), K. Nagy (1), Mocsai (4), Lekai (3), T. Ivancsik (3), Török (5/1), Gulyas (1), Gal (1), Zubai (2), Schuch (1)                                                                                 | Szilagyi (7), Bozovic (5), Abadir (1), Friede (3), Wilczynski (4), Weber (2/1), Jochum (2), Wöss (1), Fölser (1), Posch (4) – Ilyes (3), Katzirz (3), Csaszar (5), K. Nagy (1), Mocsai (4), Lekai (3), T. Ivancsik (3), Török (5/1), Gulyas (1), Gal (1), Zubai (2), Schuch (1)                                                                                 |
|                 | Linköping – 2340 Zuschauer – Schiedsrichter: Nikolic / Stojkovic (Serbien) | | | |